# Populus minhoensis
Populus minhoensis är en videväxtart som beskrevs av S. F. Yang och H. F. Wu. Populus minhoensis ingår i släktet popplar, och familjen videväxter. Inga underarter finns listade i Catalogue of Life.